# Apeadero de Cuca
El Apeadero de Cuca es una plataforma ferroviaria de la Línea de Guimarães, que sirve a la localidad de Cuca, en el ayuntamiento de Guimarães, en Portugal.

## Historia

### Inauguración
Este apeadero se encuentra en el tramo de la Línea de Guimarães entre las estaciones de Trofa y Vizela, que entró en servicio el 31 de diciembre de 1883, por la Compañía del Ferrocarril de Guimarães.